# Tyler, the Creator
Tyler Gregory Okonma (* 6. března 1991), známý pod jménem Tyler, The Creator, je americký rapper, producent, režisér, grafik a v neposlední řadě spoluzakladatel nezávislého hudebního labelu Odd Future Records, pod který spadá alternativní kapela OFWGKTA (Odd Future Wolf Gang Kill Them All).
V roce 2009 vydal debutové album Bastard. Ve svém druhém studiovém albu se objevil i jeden z jeho nejznámějších tracků zvaný "Yonkers". Poté vydal své třetí studiové album Wolf, na kterém se objevily produkce, které Okonma dělal už od svých patnácti let. Album se setkalo s obecně pozitivními recenzemi a debutovalo na třetím místě na americkém Billboard 200. Za první týden se prodalo 90 000 kopií. Okonma dvakrát vyhrál Cenu Grammy, třikrát BET Hip Hop ocenění, BRIT ocenění a MTV hudební video ocenění.
V roce 2011 zahájil Okonma oděvní značku Golf Wang a v roce 2012 zahájil každoroční hudební festival nazvaný Camp Flog Gnaw Carnival (Flog Gnaw je obráceně Golf Wang). Též zahájil oděvní značku GOLF Le FLEUR*.
Okonma se přátelí s modelkou Kendall Jenner. Byly zde i fámy o tom, že spolu chodili, ale nebyla to pravda.

## Život
Narodil se 6. března 1991 v Ladera Heights v Kalifornii. Jeho otec je nigerijského původu a Okonma se s ním nikdy nesetkal. Jeho matka je afroamerického a evropsko-kanadského původu. V sedmi letech si vystříhával obrázky z alb a tvořil si tak přebaly pro své vlastní imaginární alba, včetně s názvy a délkou skladeb, ačkoliv neměl nic nahrané. Vystřídal 12 různých škol v Los Angeles a Sacramentu. Pracoval dva týdny pro FedEx a dva roky pro Starbucks.

## Kariéra

### 2009–2011: Bastard and Goblin
Dne 25. prosince 2009 Okonma vydal svůj první mixtape - Bastard. Tento mixtape se umístil na 32. místě na seznamu Pitchwork Media Top Albums roku 2010. Dne 11. února 2011 vydal Okonma hudební video pro "Yonkers", první singl z prvního alba Goblin, na kterém je i třetí verš této skladby. Po vydání tohoto klipu Okonma oznámil, že podepsal "one-album deal" se společností XL Recordings. Klip získal pozornost několika internetových médií. Okonma a Hodgy Beats (další člen Odd Future) vystoupili poprvé v televizi dne 16. února 2011 v Late Night with Jimmy Fallon se skladbami "Yonkers" a "Sandwitches". Album Goblin bylo vydáno až 10. května 2011.

## Diskografie

### Studiová alba
- Bastard (2009)
- Goblin (2011)
- Wolf (2013)
- Cherry Bomb (2015)
- Flower Boy (2017)
- IGOR (2019)
- Call Me If You Get Lost (2021)
- CALL ME IF YOU GET LOST: The Estate Sale  (2023)

- CHROMAKOPIA (2024)

- DON'T TAP THE GLASS (2025)